# Браништеа (Браништеа)
Браништеа (рум. Braniştea) насеље је у Румунији у округу Галац у општини Браништеа. Oпштина се налази на надморској висини од 59 m.

## Становништво
Према подацима из 2002. године у насељу је живело 4097 становника, од којих су сви румунске националности.

### Хронологија
| Година       | 1992 | 1993 | 1994 | 1995 | 1996 | 1997 | 1998 | 1999 | 2000 | 2001 | 2002 | 2003 | 2004 | 2005 | 2006 | 2007 | 2008 | 2009 | 2010 | 2011 | 2012 | 2013 | 2014 | 2015 | 2016 | 2017 |
| ------------ | ---- | ---- | ---- | ---- | ---- | ---- | ---- | ---- | ---- | ---- | ---- | ---- | ---- | ---- | ---- | ---- | ---- | ---- | ---- | ---- | ---- | ---- | ---- | ---- | ---- | ---- |
| Становништво | 3725 | 3750 | 3722 | 3768 | 3740 | 3781 | 3865 | 3915 | 3936 | 3970 | 3990 | 4017 | 4042 | 4047 | 4051 | 4078 | 4095 | 4106 | 4141 | 4212 | 4235 | 4292 | 4322 | 4369 | 4391 | 4404 |